# Espelma blanca llarga
Una Vela blanca llarga (en anglès: Long White Candlestick) és una espelma japonesa que indica una forta pressió compradora.

## Criteri de reconeixement
1. És una espelma blanca que té una mida molt més llarga amb relació a les altres del context
2. Les ombres inferior i superiors no són significatives, siguin llargues o curtes

## Explicació
Una espelma blanca és indicativa que els preus han tancat per sobre de l'obertura. Quan més llarga sigui l'espelma amb relació a les altres del seu context, més indicativa és de la pressió compradora.

## Factors importants
Una espelma blanca llarga és una única espelma i malgrat que indica pressió compradora, s'han d'interpretar en el context en què apareix. Si ho fa enmig d'una tendència alcista, significarà continuïtat; però si ho fa al final d'una tendència baixista, pot significar un canvi de la tendència baixista en haver-se arribar a un nivell de suport i haver aparegut la pressió compradora. Inclús si apareix després d'una llarga i persistent tendència alcista, pot servir d'advertència de sobrecompra i, per tant, indicar un possible retrocés. Així doncs, la seva interpretació no pot anar deslligada de les espelmes adjacents.